# Valentin Frumald
Valentin Frumald, (latinsky) Valentin Frumeldus; někdy uváděn nepřesně jako Frumwald či Frumvald (1547 Děčín – 1624) byl český katolický kněz a kronikář.

## Život
Po třech kaplanských letech v Zákupech se v roce 1573 stal oltářníkem v kostele sv. Petra a Pavla v České Lípě. Roku 1574 se stal farářem v Dobranově a vedl zdejší správu plných 36 let. Za svou horlivost byl jmenován proboštem u kostela Máří Magdalény v České Lípě, kde působil od roku 1592. Díky pamětní knize, kterou vedl a jež se dochovala, se stal významnou osobností kulturních i politických dějin zdejšího kraje na přelomu 16. a 17. století. Místní kostel sv. Jiří v Dobranově byl za Frumalda přestavěn v roce 1579 po vzoru Křížového kostela v České Lípě. V letech 1576-1590 také duchovně spravoval farnost Brenná.
Jednalo se o významnou osobnost předbělohorského období s velkým vlivem na okolí Zákup. Byl to on, kdo jako kronikář, uvedl existenci Kašpara Görschdorffera z Prorub jakožto zákupského hejtmana. Díky nedostatku katolických farářů nebyly obsazeny mnohé farnosti na Českolipsku (převažovaly především protestantské, zvláště v České Lípě), proto Frumald musel duchovní služby vykonávat v širokém okolí. O protestantských duchovních – zvláště luterského a kalvínského vyznání – se vyjadřoval dosti hanlivě a nechodil daleko pro ostré slovo. Zápisy v jeho kronice končí 9. února 1614.